# Allan Hobson

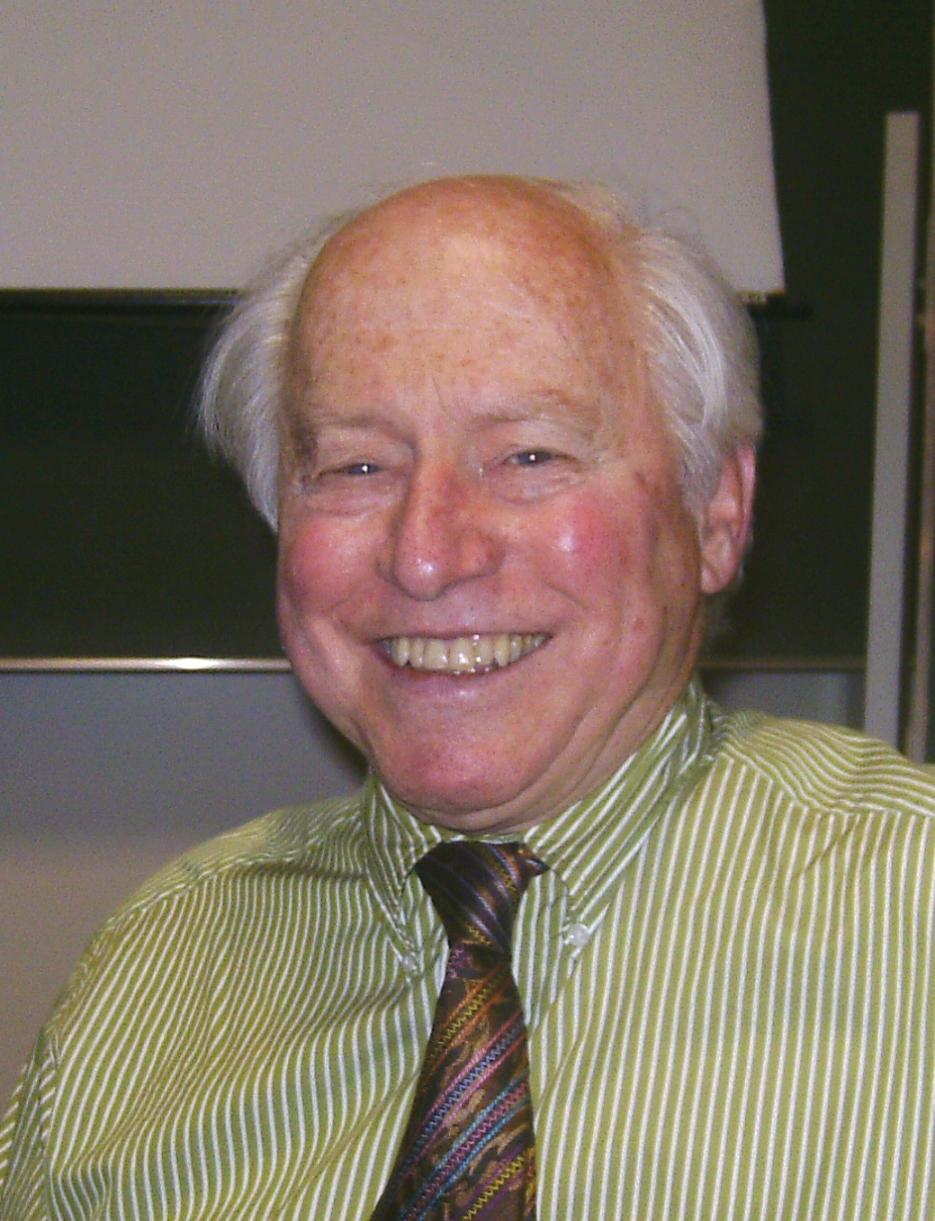
Allan Hobson

John Allan Hobson (1933) is een Amerikaanse neuropsychiater die bekendheid verwierf toen hij, samen met zijn landgenoot Robert McCarley, de "Activatie-synthese hypothese" introduceerde als verklaring voor het ontstaan van de remslaap. Verder is van belang zijn "AIM-model" van bewustzijn.

## AIM-model van bewustzijnstoestanden
Het driedimensionale "AIM-model van bewustzijnstoestanden" is het resultaat van jarenlange slaap- en droomonderzoek van de Hobson, dat hij uiteengezet in zijn in 1998 verschenen boek "Bewustzijn". Hierbij definieerde hij:
- De A van AIM staat voor activeringsniveau,
- de I voor informatiebron en
- de M voor modulatie (of verwerkingsmethode).

Dit ruimtelijk model kan de toestand van het bewustzijn zichtbaar maken als een AIM-punt in de ruimte. De plaats ervan wordt bepaald door een optelsom van deze drie omstandigheden. Behalve de positie die primaire toestanden als waken en slapen NREM-slaap en REM-slaap) innemen in dit ruimtelijk gegeven, is erin ook een plek gereserveerd voor tussenliggende secundaire subtoestanden die ermee te maken hebben, zoals ontspannen zijn, dagdromen, hallucinatie, delirium, soezerig, coma en stemming. Dit model is, volgens Hobson, bedoeld om het bewustzijn beter te begrijpen.
Het vermogen van het bewustzijn om abstracte modellen te maken bereikt zijn hoogtepunt in de menselijke creativiteit. Waarneming, aldus Hobson, is het meest fundamentele bestanddeel van het bewustzijn. Er is geen lichtbron in de hersenen. Het enige dat correspondeert met licht is de elektrische energie die door het netvlies wordt gevormd uit lichtenergie. En een eenmaal in het geheugen, in een neurale code, opgeslagen visueel beeld kan weer worden opgeroepen en aanschouwd zonder dat externe prikkels nodig zijn. Het AIM-model is een hulpmiddel om de neurale codes beter te begrijpen. "In die zin beweer ik dat de kwestie van de hersenen-geest en het probleem van het bewustzijn al opgelost zijn." Tot zover Hobson.